# Não Verás País Nenhum
Não Verás País Nenhum é um romance brasileiro de Ignácio de Loyola Brandão publicado originalmente em 1981.
Não verás país nenhum começou como um conto, O homem do furo na mão, e se transformou em um romance.
Esta obra venceu o Prêmio Illa de melhor livro latino-americano publicado na Itália em 1983.

## Sinopse
Em São Paulo, num futuro não muito distante, Souza, morador de um velho edifício no centro, percebe que tem um furo na mão. Em busca de uma resposta a esse fato inusitado, Souza percorre a cidade congestionada, os engarrafamentos transformados em depósitos de ferro-velho, um cenário caótico de uma hipotética São Paulo do amanhã.

## Adaptações teatrais
- Não verás país nenhum. Fortaleza, Teatro José de Alencar, 1987.
- Não verás país nenhum, teatro do Chromos. Belo Horizonte, Minascentro, 2016.